# Кириак (Темерциди)
Митрополит Кириак (в миру Влади́мир Вячесла́вович Темерци́ди; 5 мая 1942, Пятигорск, Орджоникидзевский край — 7 сентября 2016, Москва) — советский и российский религиозный и общественный деятель, председатель Священного синода альтернативной Православной российской церкви, митрополит Ставропольский и Южно-Российский (2002—2016).
В прошлом — заштатный игумен Ставропольской епархии Русской православной церкви.

## Биография
Родился 5 мая 1942 года в Пятигорске в Орджоникидзевском крае.
Окончил Московскую духовную семинарию.
С 1962 года исполнял иподиаконское служение при митрополите Ленинградском и Новгородском Никодиме (Ротове) (в одно время с Георгием Мартишкиным, Владимиром Гундяевым и другими).
В 1971 году окончил Ленинградскую духовную академию со степенью кандидата богословия.
28 июля 1971 года хиротонисан во диакона, а 10 ноября 1974 года — в сан пресвитера (в состоянии целибата). Служил в Троицком соборе города Перми в Пермской епархии, а позднее — в Ставропольской епархии Русской православной церкви.
6 января 1987 года пострижен в монашество с именем Кириак и в том же году возведён в достоинство игумена за строительство храма в Кисловодске. В октябре 1988 года уволен за штат Ставропольской епархии.
В конце 1994 года вместе с Глебом Якуниным, Валерием Борщёвым, Сергеем Ковалёвым и другими участвовал в поездке в Чечню в составе правозащитной делегации.
В 1999 году игумен Кириак присоединился к Российской истинно-православной церкви, а по утверждению Владимира Русака, Кириаку, уже оформившему все выездные документы на постоянное жительство в Грецию, Глеб Якунин предложил остаться в России под обещание скорой епископской хиротонии.

### Архиерейство
7 января 2000 года игумен Кириак был хиротонисан во епископа Пятигорского и Северокавказского. Хиротонию совершили: архиепископ Стефан (Линицкий), архиепископ Вячеслав (Лисовой) и епископ Михаил (Вишневский).
По данным религиоведа А. А. Слесарева, 31 января 2000 года архиепископ Стефан (Линицкий), епископ Кириак (Темерциди) и священник  Глеб Якунин основали общественное движение «За возрождение Православия», которое позднее было переименовано в Апостольскую православную церковь.
С 10 января 2000 года — архиепископ Пятигорский и Северокавказский, с 2002 года — митрополит.
С июля 2003 года — постоянный член Священного синода Православной Российской церкви юрисдикции митрополита Рафаила (Прокопьева).
В конце 2004 года, после попытки избрания патриарха в этой церковной структуре, заявил об абсурдности этой идеи и некоторых других тенденций:

Хотим мы того или нет, законно или незаконно, российский патриарший престол занят. И существующий ныне в РИПЦ пост «местоблюстителя», а тем более — патриарший — не имеет под собой законных оснований. Если участники Собора говорят об избрании собственного Патриарха, то они либо хотят «отлучить» этим себя от православия, либо показать, что возглавляемая Алексием Вторым РПЦ МП не является частью Православной Российской Церкви. И в том, и в другом случае, их собственный статус становится «неканоничным». В первом — само собой разумеется — отлучивший себя от православия не может быть православным пастырем. Во втором — большинству архиереев РИПЦ придется пересмотреть свою легитимность, так как большинство из них получило священный сан именно в РПЦ МП
— митрополит Кириак
В марте 2005 года митрополит Кириак присоединился к группе епископов, отказавшихся принять новый курс митрополита Рафаила (Прокопьева). 15 декабря 2005 года принял участие в заседании Синода, на котором было объявлено о низложении митрополита Рафаила (Прокопьева) с поста предстоятеля, создании системы митрополичьих округов и Высшего церковного управления Православной Российской церкви. Митрополит Кириак стал главой Южно-Российского митрополичьего округа.
В 2007 году митрополит Кириак был избран председателем нового Синода Православной Российской церкви на базе Южно-Российского митрополичьего округа.
22 сентября 2007 года рукоположил епископа Дионисия (Батарчука) для объединения общин апостольской традиции.

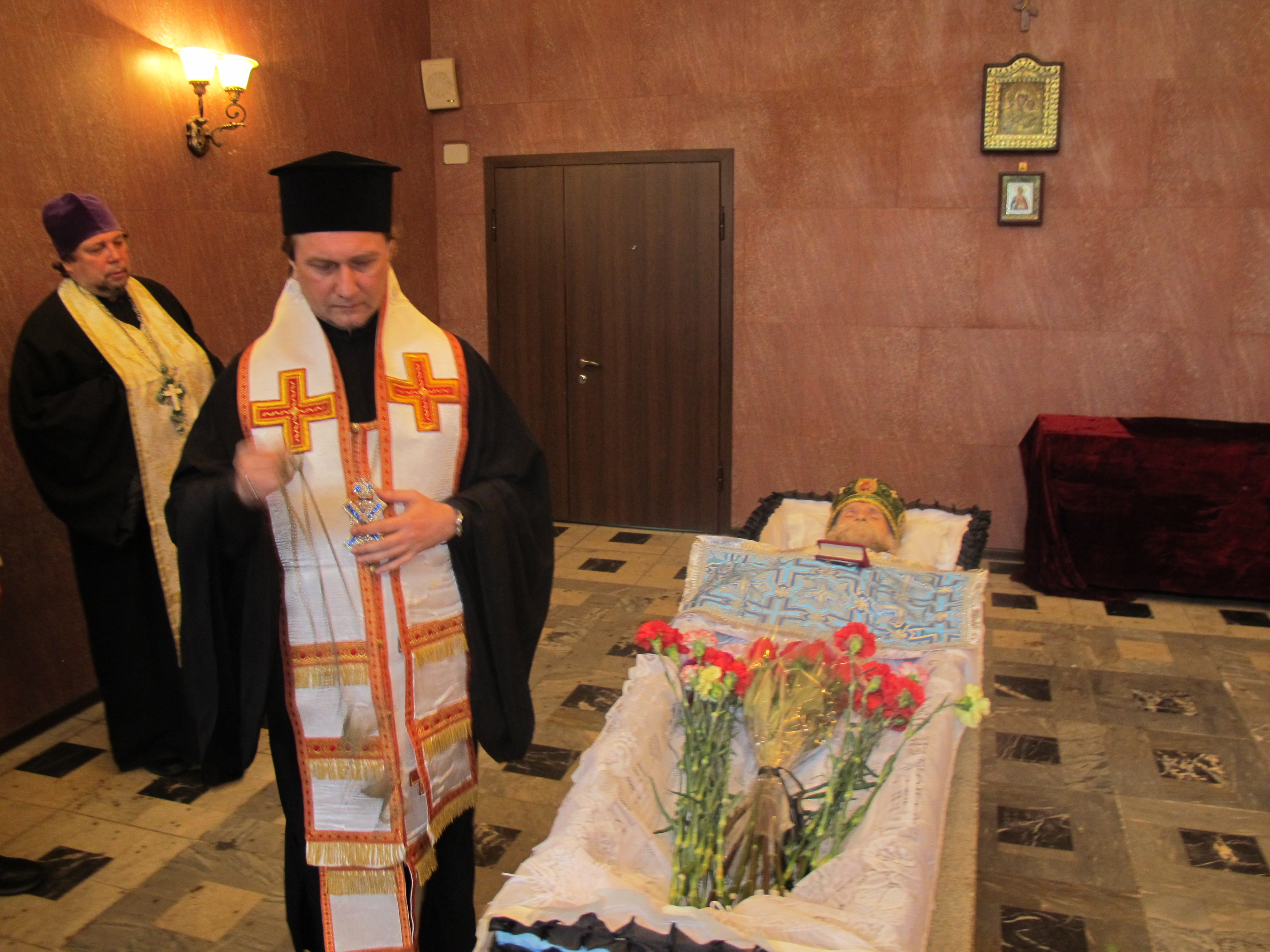
8 сентября 2016. Архиепископ Алексий (Кириархис) возглавляет соборную панихиду по новопреставленному митрополиту Кириаку

В 2015 году к Темерциди перешёл Алексий (Кириархис), который стал его преемником.
Скончался 7 сентября 2016 года в Москве на 75-м году жизни. 8 сентября на территории Московской городской клинической больницы № 5 была совершена соборная панихида, которую возглавил архиепископ Сурожский и Таврический Алексий (Кириархис), избранный накануне исполняющим обязанности председателя Синода ПРЦ. Ему сослужили управляющий делами ПРЦ митрополит Тверской и Бежецкий Агапит (Зимаев), епископ Мануил (Платов) — представитель предстоятеля Российской православной кафолической церкви, епископ Сергиево-Посадский Владимир (Холмовский), епископ Преображенский и Орехово-Зуевский Игорь (Бухаров). Проститься с митрополитом Кириаком прибыли также представители других Православных церквей России, не находящихся в евхаристическом общении с ПРЦ: епископ Потинский Николай (Модебадзе) — Русская православная церковь заграницей (Синод митрополита Агафангела), епископ Звенигородский Александр (Егоров) — Истинно-православная церковь (Синод митрополита Рафаила). Митрополит Кириак был похоронен в селе Мартыново Краснохолмского района Тверской области.